# 라 (이집트 신화)
라(Ra, Rah, Ré)는 고대 이집트 신화에 등장하는 남신이자 태양신이다. 고대 이집트 제5왕조 때부터 주신으로 숭배받았다. 그는 이집트 낮, 정오의 태양신으로서, 아침에는 케프리, 저녁에는 아툼이라고 불리었다. 벽화에서 라는 매의 머리로 코브라가 태양을 둘러싼 모양의 왕관을 쓰고 있다. 주요 숭배 도시는 "태양의 도시"라 불린 헬리오폴리스다. 고대 이집트 후기 왕조에 이르러서는, 호루스와 합쳐져, 라-호라크티라고 불리었다. 태양신은 파라오를 보호하고 왕권을 상징하였기 때문에, 시간이 흐를수록 라에 대한 숭배의식은 더 강력해졌다.
그는 4명의 딸을 낳았는데, 그중 세크메트는 암사자의 머리를 한 파괴의 여신이다. 평상시에는 소의 머리를 한 사랑과 미의 여신인 하토르이나, 라의 벌을 인류에게 가할 때는 세크메트로 변하였다. 그래서 고대 이집트 후기에 이르러서는 소의 눈이 인류에 대한 동정의 의미를 담은 "라의 눈"이라고 불리었는데, 그래서 소 또한 라의 가축이라 숭배되었다.

## 이름
라의 이름의 어원과 의미에 대해서는 분명하지 않다. 하지만 태양과 창조라는 단어가 합쳐져서 생겼다고 추정하고 있다. 라의 명칭은 유럽의 '태양'이나 '태양 광선'이란 의미의 단어형성에 영향을 주었던 것으로 보인다. (영어 'Ray' 등)
그는 신화에서 스스로 태어났다고 일컬어지기도 하는데, 아툼에게서 태어났다고도 전해진다. 오그도아드사상에 따라, 종종 그의 아내인 "라헷"이 등장하기도 한다. 몇몇 파피루스에서는 하토르가 그의 부인이라고 서술하기도 한다.
오벨리스크는 태양 광선을 숭배하는 상징물로써, 태양신 라 혹은 호루스에게 바쳐진 구조물이다.

## 신화

### 창조신화

#### 헬리오폴리스 창조 신화
최초의 혼돈의 바다 누에서 벤벤이라는 언덕이 솟아 올라, 최초의 신인 아툼이 스스로 태어났다. 아툼은 처음으로 빛을 창조하였는데, 이 빛은 태양으로서 라가 되었다. 라는 스스로 4명의 딸을 낳았는데, 그중 하나인 마트는 법과 조화의 여신으로써 우주에 창조질서와 창조계획을 세웠다.

#### 멤피스 창조 신화
최초의 혼돈의 바다 누에서 창조의 신 프타가 스스로 존재하게 되었다. 그는 말로써 처음으로 빛을 만들었는데, 이것이 태양으로서 라가 되었다.

#### 그외 창조 신화
최초의 혼돈의 바다 누에서 벤벤이라는 언덕이 솟아올라, 최초의 신인 라가 스스로 태어났다. 라는 기침을 하여(혹은 사정을 하여), 그 분비물이 바람과 공기의 신인 슈와 습기의 여신인 테프네트, 땅의 신인 게브, 하늘의 여신인 누트로 자라나도록 하였다.

### 두아트

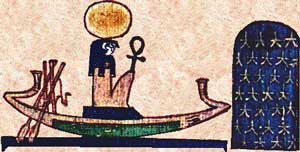
태양의 배 혹은 태양의 돛단배

태양신라는 고대 이집트 신화에 따르면, 태양의 돛단배(혹은 태양의 배)를 타고 천상의 나일강 즉, 은하수를 따라 항해한다. 라가 태양의 돛단배를 타고 하늘의 여신인 누트를 따라 동에서 서로 향하면 낮이 되고, 서쪽에서 땅의 신 게브 아래로 내려가 다음날 동쪽 땅에서 나타나기까지는 밤이 된다고 이집트 사람들은 믿었다. 고대 이집트 사람들은 태양이 지는 것은 죽음으로, 태양이 뜨는 것은 부활로 보아 서쪽땅은 죽음의 땅 동쪽 땅은 부활의 땅으로 보았다. 그래서 피라미드를 비롯한 대부분의 무덤은 나일강 서편에 짓는 것이 원칙이 되었다. 또한 부활에 대한 믿음으로 인하여 후에 다시 부활할 시체를 위하여 훼손되지 않게 방부하는 기술(미라)도 발전되었다.
서쪽 지평선 끝의 은하수에는 마누라는 지역이 있는데, 이곳에 도달한 태양의 배는 육체와 분리된 수많은 혼령을 싣고 두아트라는 계곡을 지난다. 이곳에는 아팹이라는 거대한 독사가 있어서, 태양신 라는 늘 이 뱀과 싸워야했으며, 이 뱀과의 싸움에 져서 잡아 먹히면 일식이 찾아온다고 믿었다. 하지만 태양은 늘 다시 부활하기 때문에 아침이 되면 해가 떠오르며(일식도 짧은 시간 내에 끝나며),또한 이 싸움은 끝이 없는 것으로 간주되었다.

### 호루스 신화

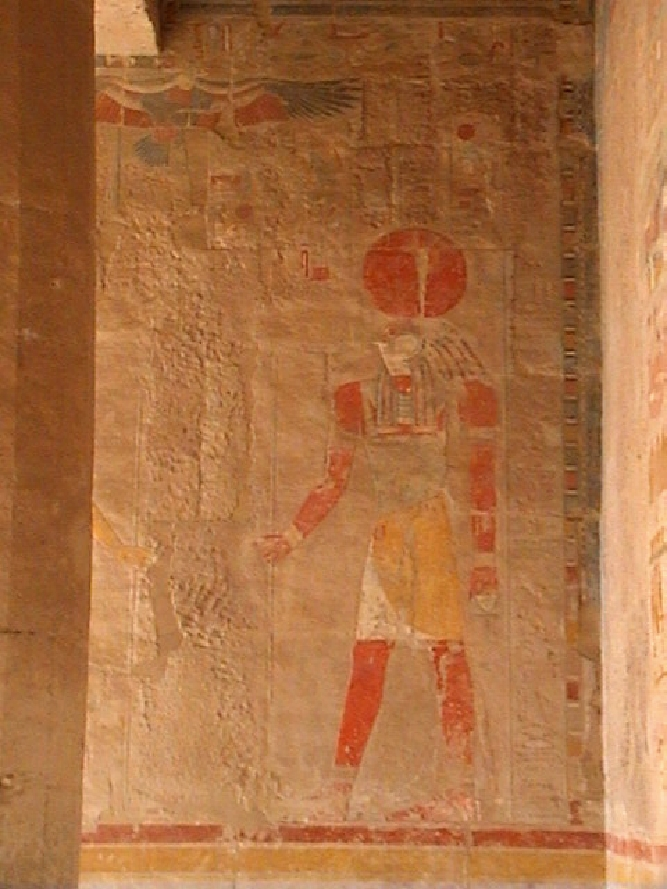
하트셉수트 장제전에 있는 태양신 라

세트의 시기로 남편인 오시리스가 죽은 후, 오시리스를 저승의 신으로 다시 부활시킨 이시스는 지식의 신 토트로부터 임신 사실을 알게 된다. 후에 이시스는 토트의 도움으로 호루스를 낳게 되고, 호루스가 아버지인 오시리스에 대한 복수를 할 수 있는 성년이 될 때까지 숨어서 키웠다. 하지만 언제까지나 세트로부터 숨어서 키울 수는 없었기 때문에 이시스는 태양신 라의 힘을 빌리고자 하였다. 그러나 태양신의 도움을 받으려면 그의 진실된 이름을 알아야 했고, 이를 어떻게 알아낼지 이시스는 고민을 하였다.
마침내 이시스는 태양신 라가 이제는 너무 늙어서 침을 흘리는 노인네라는 것을 이용하여, 라의 침으로 독사를 만들어 태양의 돛단배가 지나가는 길목에 독사를 몰래 내려놓았다. 태양의 돛단배가 지나가자 독사는 라를 물었고 라는 독에 괴로워했다. 이시스는 라에게 자신에게 진실된 이름을 가르쳐주면 독을 제거해주겠다고 약속했고, 라는 못미더웠지만 너무나 괴로워 결국 이시스에게 호루스 외에 누구에게도 발설하지 않는다는 약조하에 자신의 진실된 이름을 말하게 되었다.
이 신화를 바탕으로, 성년이 된 호루스가 세트에게 복수를 한후 태양신 라와 합쳐져서 라-호라크티라는 신이 되었으며, 이때부터 호루스의 눈은 태양을 의미하게 되었다.

## 다른 신과 합쳐짐
- 아툼-레 또는 아툼-라 : 아툼, 라, 마트
- 아문-라(아문-레) : 아문, 라
- 라-호라크티 : 라, 호루스
- 케프리와 크눔
- 프타

## 같이 보기
- 오그도아드
- 바스테트
- 마트
- 오벨리스크